# Longhi (vêtement)
Pour les articles homonymes, voir Longhi.

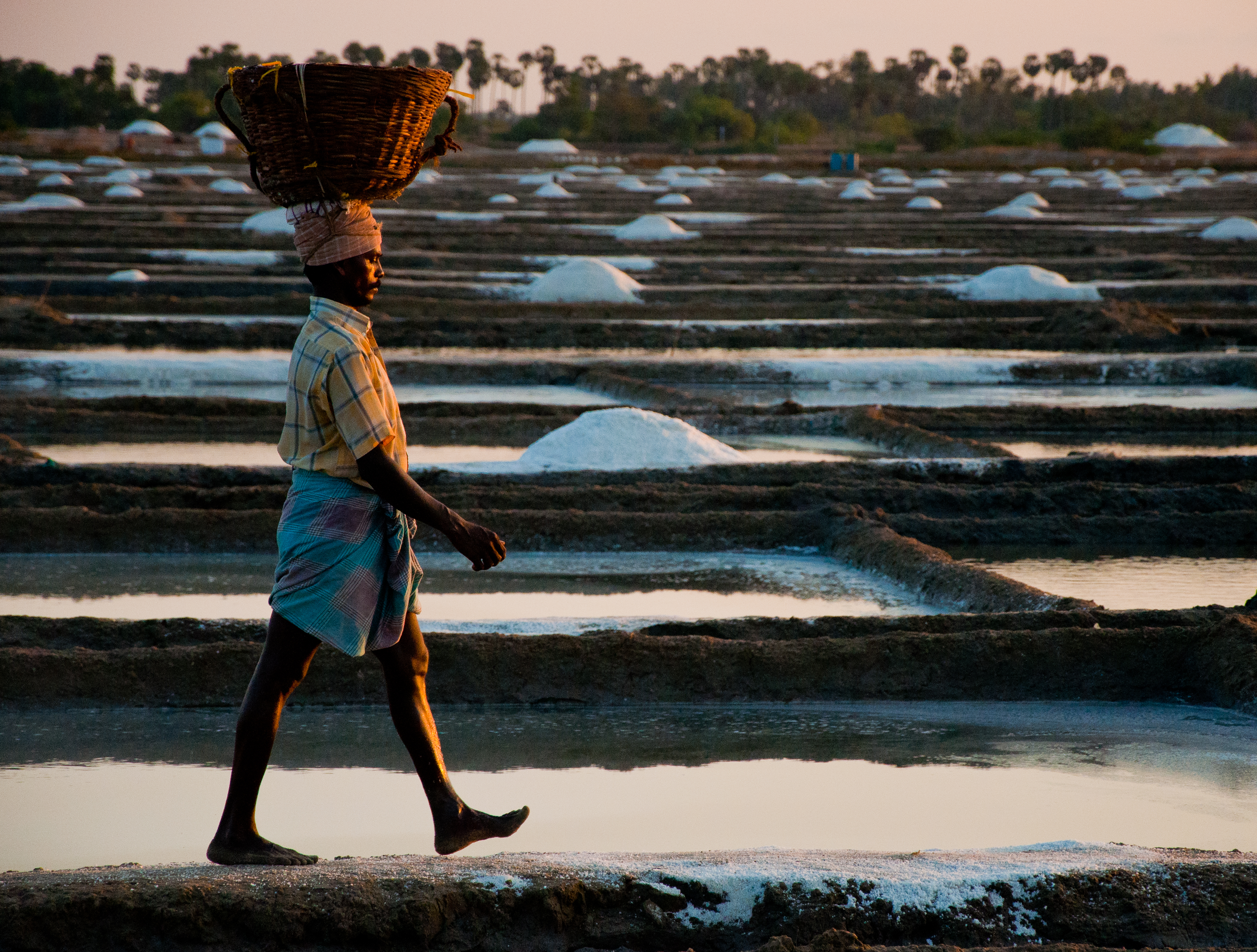
Employé d'un marais salant du Tamil Nadu portant un longhi replié pour le travail.

Le longhi (aussi parfois désigné par les termes de Kaili ou Kailli mundu, plus rarement de Saram dans la région de Tuticorin et Tirunelveli) est un vêtement en coton en forme de tube, ou un simple pan de tissu, qui couvre le bas du corps à partir de la taille. Il est porté principalement dans les états d'Inde du sud, comme le Tamil Nadu et le Kerala, et préférentiellement par les hommes (le port féminin est existant, particulièrement au Kerala). Lorsqu'il est porté au domicile, c'est un vêtement confortable, fait dans des tissus colorés, parfois avec des dessins de carreaux. On le replie aux genoux pour travailler, ou on le porte long pour la détente. Il peut également être porté à l'extérieur pour un pèlerinage, dans ce cas il est de couleur unie, correspondant à celle du temple visité.
Le longhi se distingue de la dhoti, qui est un vêtement blanc, plus grand et plus long, et qui ne se porte que dans des contextes formels, alors que le longhi était anciennement surtout porté par des paysans pendant leur travail. La qualité de l'étoffe est également supérieure dans une dhoti.
Le longhi est en général cousu de manière lâche aux extrémités, ou noué d'un double nœud. L'installation correcte du vêtement sur le corps permet d'obtenir une forme de V sur le devant. C'est un vêtement particulièrement adapté aux climats très chauds et très humides, comme on les trouve dans l'Inde du Sud.

## Voir également
- Vêtements en Inde
- Sarong ; vêtement de même nature porté autour de l'Océan indien (Corne de l'Afrique, Péninsule arabique, Sri Lanka, Bangladesh, Asie du Sud-Est)